# Слушая тишину
«Слушая тишину» — художественный фильм 2006 года, снимался в Москве, Лондоне и Узбекистане.
Приз зрительских симпатий на кинофестивале «Меридианы Тихого» во Владивостоке в 2007 году.

## Сюжет
Настя Беляева — скромная провинциалка из Узбекистана, работает кассиром по продаже билетов на маленькой железнодорожной станции в Приаралье и сочиняет музыку. Настя обладает редким талантом: она способна слышать музыку в тишине. Однажды Настя принимает решение и приезжает в Москву, чтобы поступить в консерваторию. В Москве живёт её старшая сестра Аля, чей сын Даня прикован к больничной койке, страдая тяжёлым заболеванием почек. Аля работает домработницей у бизнесмена Дмитрия, владельца целлюлозно-бумажного комбината. Дмитрий — большой поклонник футбола и, в частности, футбольного клуба «Спартак», ведущий разгульный образ жизни, в основном, увлекаясь многочисленными связями с женщинами. Аля вынуждена постоянно находиться в больничной палате, присматривая за сыном, поэтому вместо неё работать в доме Димы идёт Настя. Через некоторое время Настя привязывается к Диме. Вступительные экзамены в консерваторию она проваливает, однако пожилая преподавательница берёт её заниматься. Дима собирается разводиться с женой, и тут на него совершается покушение, которое, к его счастью, оказывается неудачным. В итоге выясняется, что покушение было организовано женой Димы, а непосредственным исполнителем была Аля, в прошлом — член сборной по спортивной стрельбе Узбекистана. Решиться на такое Алю вынудила необходимость найти деньги на операцию по пересадке почки сыну Дане. Алю арестовывают, и тогда Настя решается провести ночь с Димой, с одной стороны, — чтобы попросить у Димы денег на операцию для племянника, а с другой, — ведомая чувством любви. Настя берёт деньги у Димы. Рискуя собственным здоровьем, она становится донором для Дани. Даню благополучно выписывают из больницы, а Алю благодаря участию Димы освобождают из под стражи, и она налаживает личную жизнь с Игорем, бывшим помощником в делах Димы. Отдав племяннику почку, Настя возвращается в Узбекистан, ведь она, познав жестокость и несовершенство мира, в котором каждый день умирают дети, больше не слышит музыку. Дима ищет Настю. В последней сцене Димы нет в кадре, но улыбка Насти говорит о том, что Дима приехал к ней.

## В ролях
| Актёр              | Роль                                  |
| ------------------ | ------------------------------------- |
| Дмитрий Марьянов   | Дима (бизнесмен)                      |
| Алина Сергеева     | Настя Беляева (младшая сестра)        |
| Мария Звонарёва    | Аля Беляева (старшая сестра)          |
| Сергей Юшкевич     | Игорь (помощник Димы)                 |
| Ия Саввина         | Алтаева (преподаватель консерватории) |
| Виктор Раков       | Роберт (сын Алтаевой)                 |
| Елена Цагина       | Инесса Арнольдовна (мать Димы)        |
| Александр Лырчиков | следователь                           |
| Юлия Агафонова     | Юля                                   |